# بای، مرن
بای (به فرانسوی: Baye) یک کمون (فرانسه) در فرانسه است که در canton of Montmort-Lucy واقع شده‌است. بای ۱۷٫۹۸ کیلومتر مربع مساحت دارد ۱۸۸ متر بالاتر از سطح دریا واقع شده‌است.